# 第79集団軍
第79集団軍（第79集团军、元第39集団軍）とは、中国人民解放軍陸軍の軍級部隊。快速反応集団軍。北部戦区、かつての瀋陽軍区に所属する。全軍の戦略予備部隊として、ロシア及び朝鮮半島の軍事情勢を警戒する。

## 歴史
第39集団軍の前身は、紅軍時代の紅15軍団である。第15軍団は、長征により陝北に辿り着いた紅25軍と陝北ソビエト区の紅26軍を基盤として、1932年に編成され、徐海東（後に程子華）が軍長に、呉煥先が政治委員に任命された。周恩来の指示により、紅25軍は征西の途に着き、残余部隊から紅28軍が編成された。
朝鮮戦争勃発後、第39軍は、第1兵団の編成下で戦闘に参加した。第1次戦役中、雲山でアメリカ陸軍第1騎兵師団と交戦し、第8騎兵連隊を撃破し、増援に来た第5騎兵連隊を壊滅させた。
帰国後、遼東半島に駐屯。1985年、集団軍に改編され、快速反応集団軍に指定された。

## 編制
軍部（司令部）は、遼寧省遼陽にあるとされている。
- 第115自動車化歩兵師団（遼寧省営口蓋州）
- 第116機械化歩兵師団（遼寧省鞍山海城）
- 第190機械化歩兵旅団（遼寧省本溪） （もと第64軍）
- 第?機械化歩兵旅団（所在地不明）[1]
- 第3装甲師団（吉林省四平）
- 砲兵旅団（遼寧省遼陽）もと第7砲兵師団
- 防空旅団（遼寧省大連金州区三十里堡鎮）もと第74高射砲師団
- 第9陸軍航空連隊（遼寧省遼陽）
- 第6工兵連隊（大連旅順）
- 化学防護連隊（遼寧省瀋陽蘇家屯区陳相屯鎮）
- 通信連隊（遼寧省営口大石橋）
- 電子対抗連隊（瀋陽蘇家屯）
- 教導大隊（遼寧省遼陽）
- 司訓大隊（遼寧省海城）
- 特種大隊（遼寧省葫芦島）もと第40軍第120師団第358連隊

## 歴代軍長
| 職名 | 氏名   | 階級 | 在任期間               | 出身校 | 前職           |
| ---- | ------ | ---- | ---------------------- | ------ | -------------- |
| 軍長 | 王建民 | 少将 | 1995年11月 - 1999年4月 |        | 第23集団軍軍長 |
| 軍長 | 艾虎生 |      |                        |        |                |

| 職名     | 氏名   | 階級 | 在任期間 | 出身校 | 前職 |
| -------- | ------ | ---- | -------- | ------ | ---- |
| 政治委員 | 張烈英 |      |          |        |      |

## 参照
1. ↑   IISS, The Military Balance 2013, Routledge,2013, p. 292